# مسرحية غاليلي
حياة غاليليو ( Leben des Galilei ) هي مسرحية كتبت من طرف برتولت بريشت من عام 1938 إلى عام 1939 ، أثناء منفاه في الدنمارك ، وتمت مراجعتها وترجمتها إلى الإنجليزية في عام 1945 أثناء إقامته في الولايات المتحدة، ثم أعيدت صياغتها حتى عام 1954 في ما يلي: تسمى نسخة "برلين".
تم عرض المرحلة الأولى في 9 septembre 1943 في زيورخ . إنها قطعة مركزية في عمل بريشت، كتبها بالتعاون مع مارغريت ستيفين . وتم نشره لأول مرة في فرنسا عام 1955.

## تاريخي
هذه المسرحية هي سيرة مسرحية لجاليليو . في عمل بريشت، يشكل عملا مركزيا وفي نفس الوقت نوعا من الوصية. ونجد هناك على وجه الخصوص هذه العبارة الشهيرة، التي كثيرًا ما تتكرر مع اختلافاتها : " ومن لا يعرف الحقيقة فهو مجرد أحمق. لكن من يعرف ذلك ويكذبه فهو مجرم ". ومع ذلك، تم أداء المسرحية بشكل نادر نسبيًا، حيث تضم حوالي أربعين شخصية وتستمر حوالي أربع ساعات إذا تم عرضها بالكامل.
ومع ذلك فهو عمل احتل مكانة متميزة بالنسبة لبريخت الذي استمر في إعادة صياغته حتى عام 1955 .
من خلال حياة غاليليو، يروي بريشت الصراع بين العلم والسلطة الثيوقراطية. من خلال دفاعه عن نظرية مركزية الشمس لكوبرنيكوس ضد مركزية الأرض التي تدافع عنها الكنيسة، أي من خلال التأكيد على أن الأرض هي التي تدور حول الشمس، وليس العكس، يجذب غاليليو غضب السلطات الدينية وجزء من الناس. المجتمع العلمي. وتحت التهديد بالتعذيب والوتد، انتهى به الأمر إلى التراجع علنًا، ليظل متوافقًا مع العقيدة الرسمية للكنيسة.
إنه موضوع الحقيقة ضد الظلامية . لقد وُضِع بريشت نفسه في موقفٍ مشابهٍ تاريخيًا لذلك الذي عاشه غاليليو : فرضت ألمانيا النازية - التي فر منها عام 1933 - حقيقتها الرسمية وأجبرت جميع معارضيها على الخضوع : فنانين، كتاب، علماء، مثقفين، صحفيين، سياسيين... إن التشابه بين حياة غاليليو وحياة المؤلف واضح.

## هيكل الغرفة
تتكون القطعة في نسختها عام 1955 من خمسة عشر مشهدًا يمكن تقسيمها إلى أربع لحظات رئيسية:
1 – النظام الكوبرنيكي في بادوا (١-٣)
المشهد1 : يشرح جاليليو، في شقة في بادوا، عام 1609، بمساعدة أمثلة ملموسة للشاب أندريا، ابن صاحبة المنزل، أن الشمس هي التي ساكنة وأن الأرض هي التي تتحرك. ثم يقبل على مضض الطالب الذي يكشف له عن وجود التلسكوب الفلكي في هولندا. ثم جاء أمين جامعة بادوا لإبلاغه برفض الزيادة، التي ادعى أنه سيتم تعويضها عن طريق حرية البحث المطلقة الممنوحة لغاليليو.
المشهد 2 : يعرض جاليليو على مجلس البندقية تلسكوبًا فلكيًا يقدمه باعتباره اختراعًا أصليًا خاصًا به. وهذا يعطيه الزيادة المطلوبة. لا يستخدم فقط لأسباب عملية ولكنه يوجهه نحو السماء.
المشهد3 : في 10 يناير 1610 اكتشف جاليليو باستخدام التلسكوب تناقضات النظام البطلمي (خاصة أقمار المشتري) وأكد إيمانه بالعقل والملاحظة، الأمر الذي أقلق ملمع العدسات ساجريدو. أمين المتحف غاضب من النظارات لأنها تباع في كل مكان في الشوارع بسعر رخيص جدًا. يخطط جاليليو للذهاب إلى بلاط فلورنسا ليكرس نفسه لأبحاثه.
2 – عظمة وبؤس غاليليو في فلورنسا (٤-٨)
المشهد 4 : يأتي دوق فلورنسا الشاب، برفقة فيلسوف وعالم رياضيات، لرؤية تلسكوب غاليليو. ويرفض الفيلسوف وعالم الرياضيات النظر إليها، ويدخلان في نزاع حول ضرورة وفائدة النجوم التي أكد عليها غاليليو استنادا إلى سند أرسطو .
المشهد 5 : غاليليو يرفض مغادرة فلورنسا رغم الطاعون بسبب أبحاثه. السيدة سارتي، والدة أندريا، تبقى معه وتمرض.
المشهد 6 : في عام 1616، في الكلية الرومانية، بينما كان الجميع يضحكون ويطعنون في أطروحات غاليليو، أعلن عالم الفلك الرسمي في الفاتيكان، كلافيوس : انها صحيحة . ثم يظهر الكاردينال المحقق.
المشهد 7 : خلال حفل الكرنفال الأول بعد الطاعون (5 مارس 1616) حيث احتفلت فيرجينيا بخطوبتها مع لودوفيكو، تلميذ غاليليو، علم الأخير أن المكتب المقدس قد أدان مركزية الشمس الكوبرنيكية التي لم يعد من الممكن دراستها كفرضية رياضية فقط.
المشهد 8 : يحاول الراهب الصغير إقناع جاليليو بحكمة مرسوم الرتبة المقدسة من خلال استحضار شعور الخيانة الذي سيشعر به المحرومون في مواجهة النظريات الجديدة والعقائد القديمة. غاليليو يقاوم.
3 – بابا جديد وتراجع (9-13)
المشهد 9 : يقرر غاليليو، بعد ثماني سنوات من الصمت (1624)، استئناف أبحاثه حول البقع الشمسية، بعد الإعلان عن انتخاب بابا جديد مؤيد للعلم، مما يعرض زواج ابنته من لودوفيكو للخطر.
المشهد 10 : في عام 1632، قدم رجال الاستعراض عرضًا لنظريات جاليليو التي انتشرت بين الناس.
المشهد11 : عندما أراد مغادرة فلورنسا، في عام 1633، بعد عدم استقباله من قبل الدوق الأكبر، علم غاليليو أنه تم استدعاؤه إلى روما من قبل محاكم التفتيش.
المشهد 12 : البابا الجديد، أوربان الثامن، الذي يرفض كسر جداول الرياضيات ، يأذن للكاردينال المحقق بتخويف جاليليو (من خلال إظهار الأدوات له) حتى يتراجع.
المشهد 13 : في 22 يونيو 1633، كان تلاميذ جاليليو يأملون، عبثًا، ألا يتراجع الأخير. خيبة الامل.
4 – الحوار في السجن (14-15)
المشهد 14 : جاء أندريا، التلميذ السابق، لرؤية جاليليو المسن والأعمى تقريبًا في عام 1637 قبل مغادرته لتدريس العلوم في هولندا. أعطاه جاليليو نسخة من Discorsi الذي انتهى منه للتو. يلي ذلك حوار حول أخلاقيات العلم.
المشهد15 : تعبر أندريا الحدود الإيطالية دون أي مشكلة مع مخطوطة جاليليو التي بين يديها.

## معنى العمل

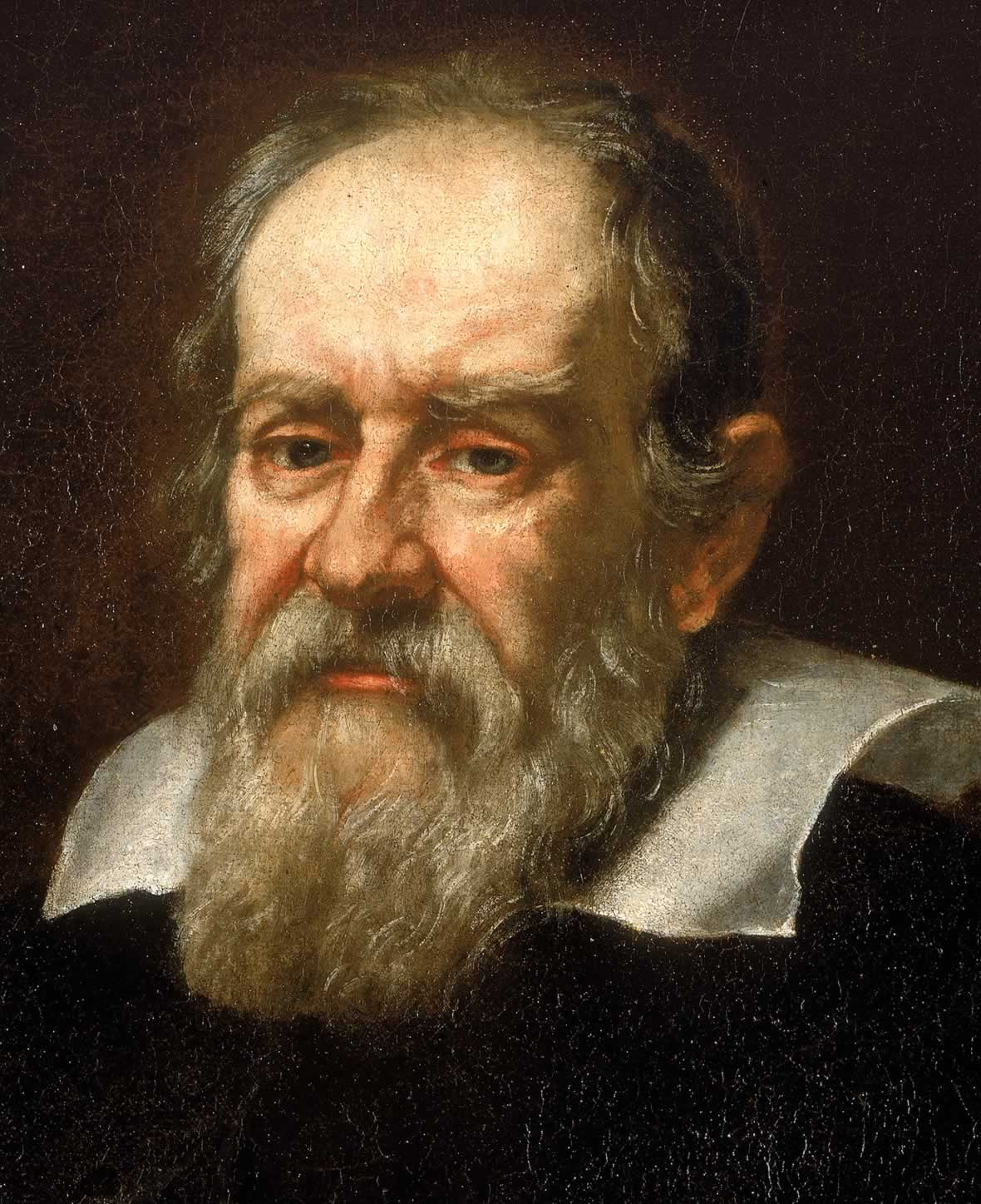
جاليليو جاليلي.

تستشعر الكنيسة الكاثوليكية أنه إذا لم تعد الأرض مركز العالم، فإن نظام تمثيلها برمته، ومعه سلطتها، سوف يتقوض. وفي الواقع، فإن الخطوة التالية ستتمثل في القول بأن الإنسان ليس مركز الخلق، وأن الإنسان حيوان مثل أي حيوان آخر.
سوف نرى اليوم الذي سيقولون: ليس هناك إنسان ووحش، الإنسان نفسه وحش، يوجد فقط حيوانات!
وسيترتب على ذلك، بطبيعة الحال، أنه لم يعد من الممكن تقديم الكنيسة كمركز للحضارة : « ولماذا وضع الأرض في مركز الكون ؟ ؟ لكي يكون عرش القديس بطرس في مركز العالم ! هذا ما يدور حوله. ».
ويصر بريشت أيضًا على أن النظام الاجتماعي سوف يتعطل على المدى الطويل. إن استبدال التفكير العقائدي بالتفكير الذي يعتمد على الشك والتفكير النقدي والعقل سينقلنا من منظمة ثيوقراطية وسلطوية للمجتمع إلى منظمة ديمقراطية. من هذا المنظور، يرى جاليليو أنه من الضروري التوقف عن الكتابة باللغة اللاتينية ، بل بلغة حية مفهومة للجميع، حتى يتمكن الجميع من الاستيلاء على الحقيقة وحتى تحل روح الشك والثورة محل الإيمان والخضوع.

نص بريشت هو اعتذار عن العقلانية والروح العلمية. لكن يجب ألا يتطور البحث لذاته ويغفل عن « أن الهدف الوحيد للعلم يتمثل في الحد من مآسي الحياة البشرية [6] . » في أحدث صيغه، يعبر النص عن القلق من خلال تكرار الوضع الجديد المتمثل في القنبلة الذرية : « أنت الآن تحافظ على شعلة العلم! / استخدمه بحذر / لئلا يصبح النار / التي بها نهلك جميعًا [7] » ; وبشكل أعم فإنه يؤكد من جديد الحاجة إلى الاستخدام الأخلاقي للعلم :

## مراحل بارزة (بالفرنسية)
- 5 avril 1957[6] au Théâtre Sarah Bernhardt, mise en scène de Hans Schalla
- 24 janvier 1963 au Théâtre national populaire, mise en scène de Georges Wilson
- 26 février 1975 au Théâtre national populaire, mise en scène de Roland Monod
- 24 mars 1990 à la Comédie-Française, mise en scène d'Antoine Vitez (sa dernière)
- 8 juillet 2005 au Festival d'Avignon, mise en scène de Jean-François Sivadier
- 26 novembre 2010 à Pédagogie Nomade, mise en scène de Pierre-Nicolas
- 27 novembre 2012 au théâtre de l'Olivier à Marseille, mise en scène de Christophe Luthringer
- 21 janvier 2015 au Théâtre du Nord à Lille, mise en scène de Jean-François Sivadier
- 9 mai 2017 à la Rotonde de l'INSA de Lyon, mise en scène de Didier Vidal et Serge Pillot[7]
- 7 juin 2019 à la Comédie-Française, mise en scène d'Éric Ruf[8]
- 10 septembre 2019 à La Scala (Paris), mise en scène de Claudia Stavisky.

## فيلم التكيف
تم تحويل المسرحية إلى فيلم بواسطة جوزيف لوسي عام 1975 تحت عنوان غاليليو.

## فهرس
- حياة جاليليو ، طبعات لارش(ردمك 2851812483)
- "La Vie de Galilée" de Bertolt Brecht (programme). Paris: Théâtre national populaire. 1963.